# Горно Романовце
Горно Романовце е село в община Сурдулица, Пчински окръг, Сърбия. Според преброяването от 2011 г. населението му е 17 жители.

## Демография
- 1948 – 525
- 1953 – 579
- 1961 – 596
- 1971 – 481
- 1981 – 319
- 1991 – 93
- 2002 – 50
- 2011 – 17

## Етнически състав
(2002)
- 100% – сърби